# Naten
Naten är en sjö vid samhället Stjärnhov i Gnesta kommun i Södermanland och ingår i Nyköpingsåns huvudavrinningsområde. Sjön har en area på 1,07 kvadratkilometer och ligger 21,2 meter över havet. Sjön avvattnas av vattendraget Husbyån (Jättnaån).

## Runt Naten
Natens huvudtillflöde är Nässelstaån som förbinder Naten med den uppströms liggande Kyrksjön. Här ligger resterna efter en gammal vattenkvarn, Nässelstakvarn, som omnämns redan på 1380-talet och var i drift till 1973.
Naten sträcker sig söderut och övergår i Båven genom den lilla Natenån. Natenån är en grund liten å, som är farbar med kanot och småbåtar. Ån omges av träd och buskar och har under sommartiden ett nästan tropiskt utseende.
Vid Natens östra strand ligger Stjärnhovs säteri och i dess närhet en fornborg. Från den har man en vidsträckt utsikt över Naten. Nedanför märks Gåsudden med ett minnesmärke längst ut. Det bär en inskription med text: "Minne åt PALLAS för 17 års trogen tjänst framför bataljonen".

## Natenbadet
Vid Naten ligger Natenbadet i Stjärnhovs södra kant. Om man kommer på riksväg 57 från Björnlunda och svänger in direkt till vänster direkt innan det första flerfamiljshuset så kommer man till badet. Vattnet är fint med ett stort siktdjup.

## Delavrinningsområde
Naten ingår i delavrinningsområde (655179-157021) som SMHI kallar för Utloppet av Naten. Medelhöjden är 37 meter över havet och ytan är 15,22 kvadratkilometer. Räknas de 17 avrinningsområdena uppströms in blir den ackumulerade arean 167,17 kvadratkilometer. Husbyån (Jättnaån) som avvattnar avrinningsområdet har biflödesordning 2, vilket innebär att vattnet flödar genom totalt 2 vattendrag innan det når havet efter 71 kilometer. Avrinningsområdet består mestadels av skog (42 procent), öppen mark (12 procent) och jordbruk (26 procent). Avrinningsområdet har 2,09 kvadratkilometer vattenytor vilket ger det en sjöprocent på 13,7 procent. Bebyggelsen i området täcker en yta av 0,57 kvadratkilometer eller 4 procent av avrinningsområdet.

## Bilder

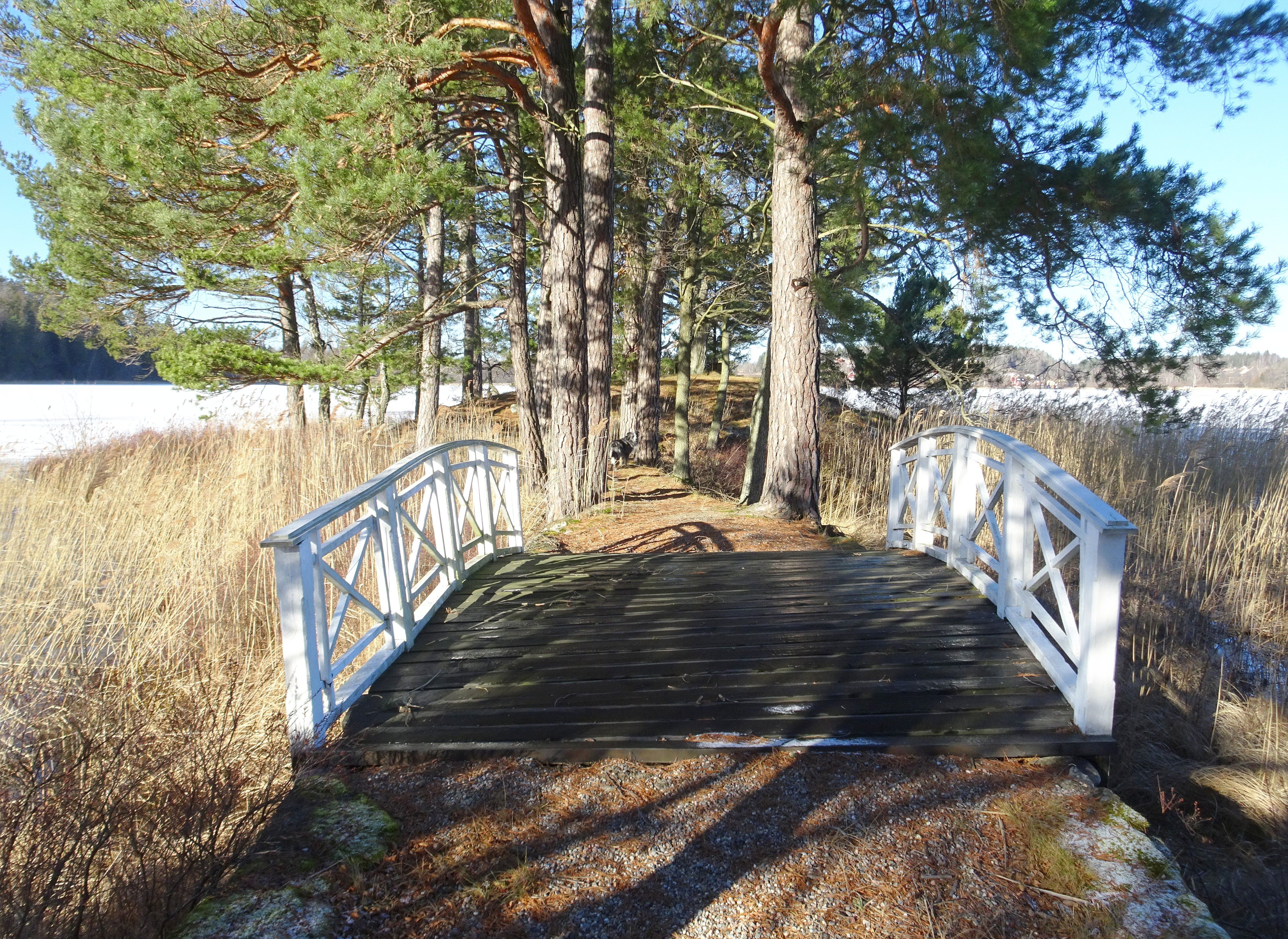
Gåsudden med Naten i bakgrunden.
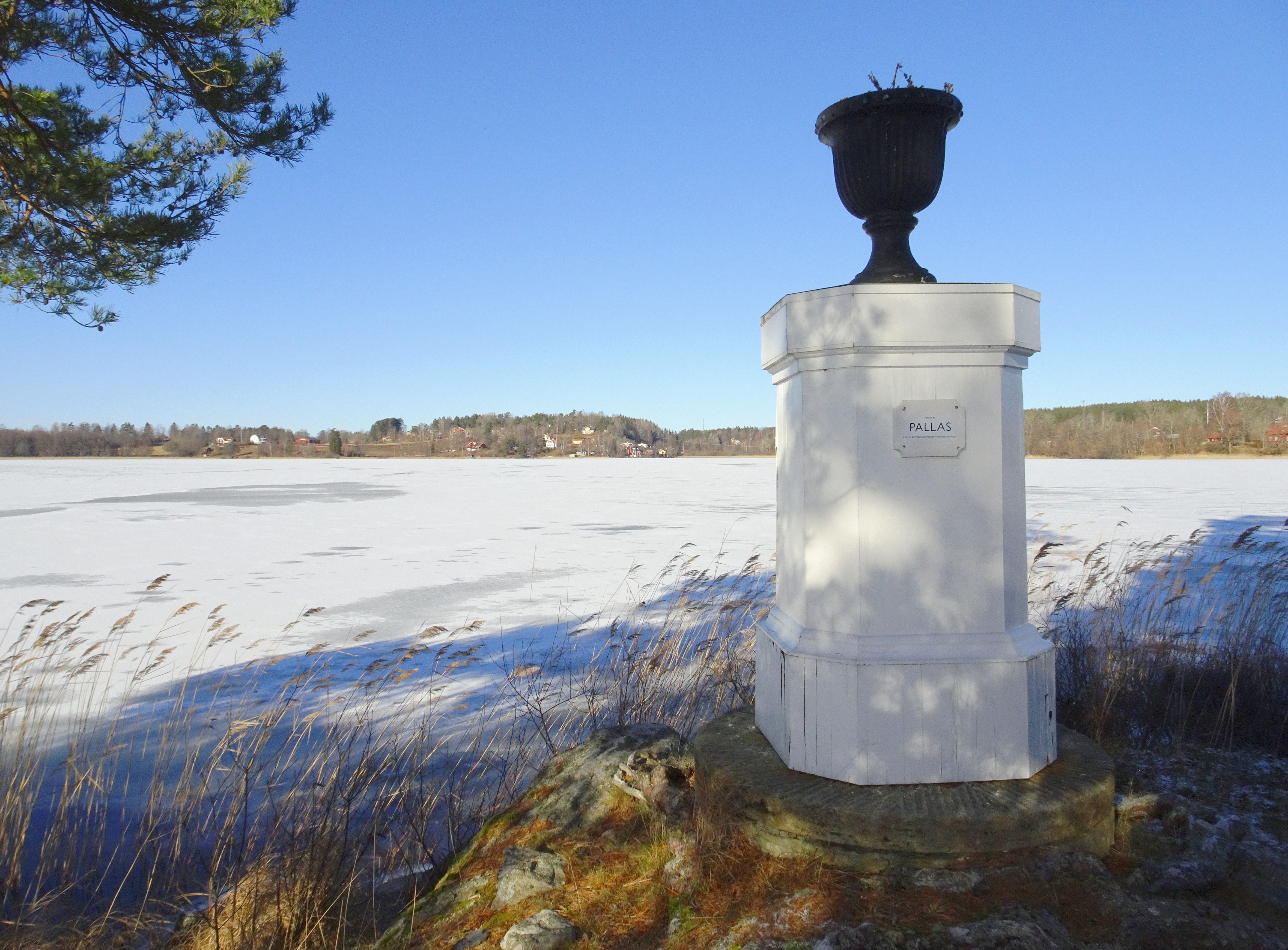
Naten med Gåsuddens minnesmärke.
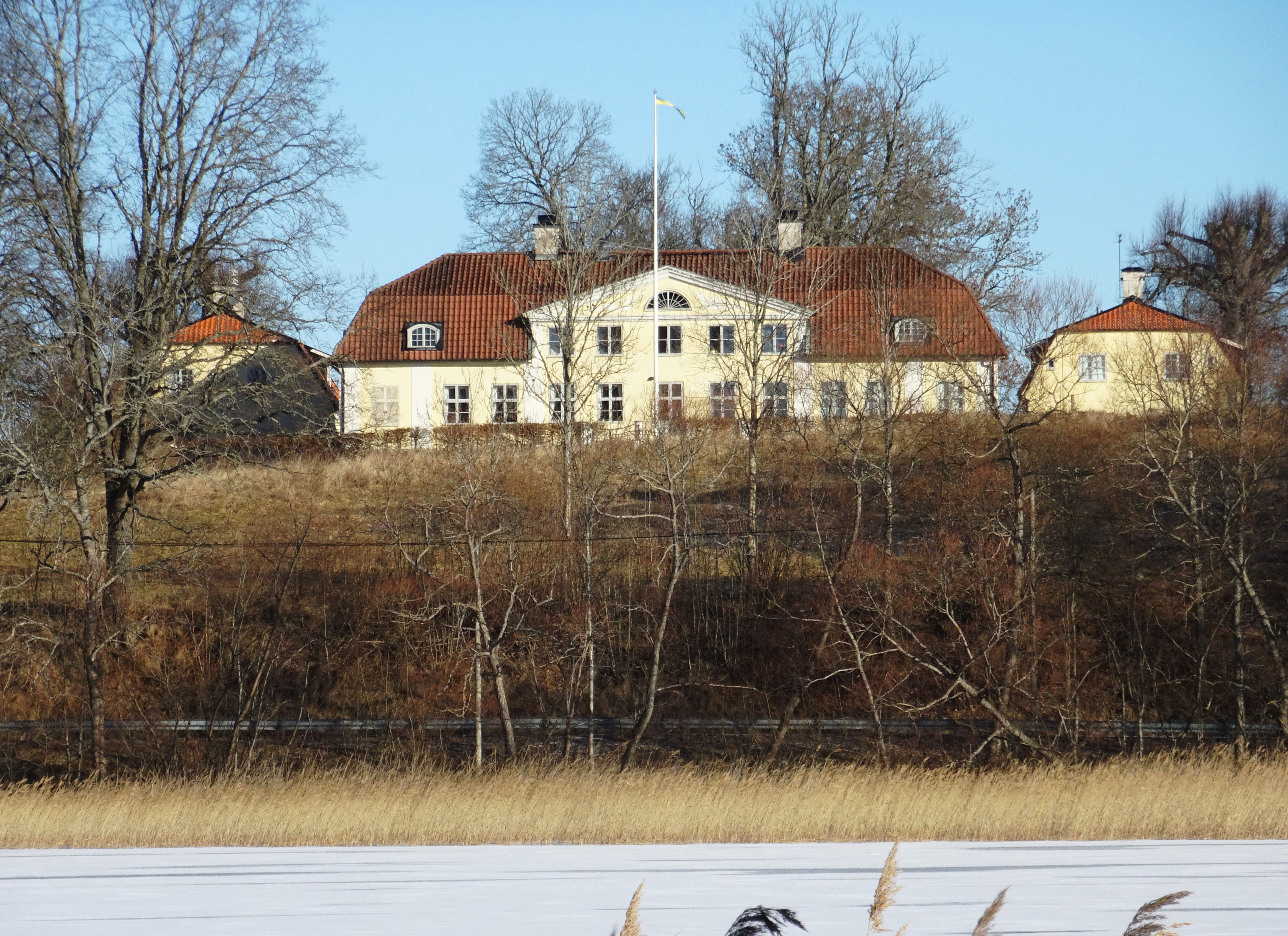
Stjärnhovs säteri sett från Natens is.